# Marie-Hélène Gillig
Marie-Hélène Gillig (ur. 15 marca 1946 w Aire) – francuska prawniczka, polityk i samorządowiec, posłanka do Parlamentu Europejskiego (1999–2004).

## Życiorys
Z wykształcenia magister prawa publicznego. W 1983 została radną Strasburga. Od 1989 do 1997 była zastępcą mera, następnie pierwszym zastępcą mera. Od 1989 pełniła również funkcję wiceprezesa wspólnoty komunalnej Strasburga. Odpowiadała m.in. za sprawy społeczne.
W wyborach w 1999 z ramienia Partii Socjalistycznej uzyskała mandat deputowanej do Parlamentu Europejskiego V kadencji. Należała do grupy socjalistycznej, pracowała w Komisji Zatrudnienia i Spraw Socjalnych. W PE zasiadała do 2004.
Od 2005 do 2010 pełniła funkcję prezesa organizacji przedsiębiorców CEGES. W tym samym roku została prezesem fundacji św. Wincentego à Paulo.